# Philly (Fernsehserie)
Philly ist eine US-amerikanische Dramaserie, die nach einer Idee von Steven Bochco entstand. Im Fokus der Serie steht die Strafverteidigerin Kathleen Maguire, welche von Kim Delaney verkörpert wird. Die Serie wurde vom 25. September 2001 bis zum 28. Mai 2002 auf ABC ausgestrahlt.

## Handlung
Kathleen Maguire, eine alleinerziehende Mutter, ist Partnerin in einer kleinen Kanzlei in Philadelphia. Ihr Partner in dieser ist Will Froman.
Sie kämpft leidenschaftlich gerne für ihre Klienten, gerät allerdings auch selber immer wieder in private Konflikte, unter anderem hat sie Probleme mit ihrem Exmann Dan Cavanaugh. Des Weiteren beginnt sie, sich mit dem Richter Augustus „Jack“ Ripley zu treffen.

## Besetzung
| Rollenname             | Schauspieler       | Episodenanzahl |
| ---------------------- | ------------------ | -------------- |
| Kathleen Maguire       | Kim Delaney        | 22             |
| Will Froman            | Tom Everett Scott  | 22             |
| Trish                  | Diana-Maria Riva   | 22             |
| Daniel Cavanaugh       | Kyle Secor         | 22             |
| Terry Loomis           | Rick Hoffman       | 22             |
| Patrick Cavanaugh      | Scotty Leavenworth | 22             |
| Augustus „Jack“ Ripley | James Denton       | 13             |
| Irwin Hawes            | Robert Harper      | 13             |
| Ellen Armstrong        | Dena Dietrich      | 12             |

## Produktion und Ausstrahlung
Kim Delaney verließ die Serie New York Cops – NYPD Blue, die ebenfalls von Steven Bochco produziert wurde, für ihre Rolle in dieser Serie. Die erste und einzige Staffel der Serie wurde zwischen dem 25. September 2001 und dem 28. Mai 2002 auf dem Sender ABC ausgestrahlt. In Deutschland wurde die Serie bisher noch nicht ausgestrahlt.

## Episodenliste
| Nr. | Deutscher Titel | Originaltitel                     | Erstausstrahlung USA | Deutschsprachige Erstausstrahlung (—) |
| --- | --------------- | --------------------------------- | -------------------- | ------------------------------------- |
| 1   | —               | Pilot                             | 25. Sep. 2001        | —                                     |
| 2   | —               | Porn Again                        | 2. Okt. 2001         | —                                     |
| 3   | —               | Light My Fire                     | 9. Okt. 2001         | —                                     |
| 4   | —               | Tempus Fugitive                   | 16. Okt. 2001        | —                                     |
| 5   | —               | Philly Folly                      | 23. Okt. 2001        | —                                     |
| 6   | —               | Blown Away                        | 13. Nov. 2001        | —                                     |
| 7   | —               | Prisoner of Love                  | 20. Nov. 2001        | —                                     |
| 8   | —               | Truth or Consequence              | 27. Nov. 2001        | —                                     |
| 9   | —               | Loving Sons                       | 4. Dez. 2001         | —                                     |
| 10  | —               | Fork You Very Much                | 11. Dez. 2001        | —                                     |
| 11  | —               | Live and Leg Die                  | 18. Dez. 2001        | —                                     |
| 12  | —               | The Curse of the Klopman Diamonds | 8. Jan. 2002         | —                                     |
| 13  | —               | Ripley, Believe It or Not         | 15. Jan. 2002        | —                                     |
| 14  | —               | Meat Me in Philly                 | 5. Feb. 2002         | —                                     |
| 15  | —               | Lies of Minelli                   | 26. Feb. 2002        | —                                     |
| 16  | —               | Here Comes the Judge              | 5. März 2002         | —                                     |
| 17  | —               | No Business Like No Business      | 12. März 2002        | —                                     |
| 18  | —               | Brotherly Love                    | 19. März 2002        | —                                     |
| 19  | —               | San Diego Padre                   | 16. Apr. 2002        | —                                     |
| 20  | —               | Tall Tales                        | 23. Apr. 2002        | —                                     |
| 21  | —               | Thanks for the Mammaries          | 23. Apr. 2002        | —                                     |
| 22  | —               | Mojo Rising                       | 28. Mai 2002         | —                                     |